# San Miguel de Neguera
San Miguel de Neguera es un despoblado de la provincia española de Segovia, perteneciente al término municipal de Sebúlcor. La aldea se halla actualmente en ruinas.
Por la localidad trascurre el Camino de San Frutos, en su quinta etapa.
En su término se encuentra el Palacio de los González de Sepúlveda declarado Bien de Interés Cultural el 11 de julio de 2022.

## Descripción
Popularmente se denomina El Barrio entre los habitantes de Sebúlcor. Se encuentra a la orilla del río San Juan, cerca de su desembocadura con el Duratón, en la zona del parque natural.
En un documento del año 1076, por el que el rey Alfonso VI cede al abad Fortunio y al monasterio de Silos el lugar de San Frutos, se habla del "vado de Neguera". En el año 1247 era una aldea diminuta que pagaba al obispado de Segovia tan solo dos maravedíes. En el año 1632 se desmembra esta parroquia de la del Salvador de Sepúlveda y queda incorporada a Sebúlcor. Por lo tanto, como ahora era un barrio de Sebúlcor, se nombra "El Varrio" en 1759, con seis vecinos, y "Barrio de San Miguel de Neguera" en 1826 con once vecinos y cincuenta habitantes.
En 1847 su población ascendía a 46 habitantes. La localidad aparece descrita en el volumen XI del  Diccionario geográfico-estadístico-histórico de España y sus posesiones de Ultramar de Pascual Madoz de la siguiente manera

MIGUEL DE BEGUERA (San): ald. agregada al ayunt. y felig. de Seburcol (1/2 leg), prov. y dióc. de Segovia (8), part. jud. de Sepúlveda (7 1/2), aud. terr. de Madrid (21 1/2), c. g. de Castilla la Nueva. sit. en una hondonada, la dominan varios cerros por E., S. y O.; la combaten los vientos N. y S., y su clima bastante frio es propenso á tercianas: tiene 15 casas distribuidas en 3 barrios titulados Negueruela, Barrio y Casa blanca; entre aquellas hay una bastante buena, con una hermosa huerta propia de D. Francisco Cosio; en los afueras hay una ermita destruida y una fuente titulada Cubillo, de buenas aguas, de las cuales se utilizan los vec. para sus usos. El térm. confina N. el Duraton; E. Villar de Sobrepeña; S. Aldeon Sancho, y O. Seburcol: se estiende 1/2 leg. de N. á S., é igual dist. de E. á O., y comprende un pequeño pinar; un monte bajo de enebro, con muchas hierbas aromáticas, y una alameda de álamos blancos: le atraviesa el r. Prádena el que se une al Duraton; á 1/4 de leg. de Casa-blanca: el terreno es de mediana calidad : caminos: los que se dirigen á los pueblos limítrofes; en mal estado: los del O. y regulares los demas: el correo se recibe en la cab. del part. por los mismos interesados. prod.: trigo, cebada, centeno, cáñamo, algarrobas, garbanzos, otras legumbres y hortalizas: mantiene ganado lanar, churro y vacuno: cria caza de liebres, perdices y otras aves y pesca de barbos. ind.: la agrícola, y un molino harinero: el comercio está reducido á la esportacion de los frutos sobrantes para los mercados de Sepúlveda y Cantalejo. pobl. 15 vec., 46 alm. cap. imp.: 21,859 rs. contr. segun el cálculo general y oficial de la prov. 20,72 por 100.
(Madoz, 1847, p. 408)

En la actualidad se encuentra deshabitado y en ruinas.